# Jin Jiang (Fujian)
Der Jin Jiang (chinesisch 晋江, Pinyin Jìn Jiāng, W.-G. Chin Chiang – „Jin-Fluss“) ist ein Fluss in der südostchinesischen Provinz Fujian. Er entspringt in der zentralen Bergkette von Fujian (Boping-Berg im Daiyun-Gebirge) und fließt dann durch die Orte Yongchun, Anxi, Nan’an, Licheng und die Stadt Jinjiang. Bei Quanzhou mündet er ins Ostchinesische Meer (Formosastraße).
Der Jin Jiang hat eine Länge von 182 Kilometern und ein Einflussgebiet von 5629 Quadratkilometern. Er hat neben dem Dong Xi nur einige kurze Nebenflüsse.
Der Abfluss in den Regionen, die der Jin Jiang entwässert, beträgt 1573 Millimeter pro Jahr, dies jedoch mit großen saisonalen Schwankungen. An der Messstelle bei Shilong flossen im Jahresdurchschnitt 163 Kubikmeter Wasser pro Sekunde ab. Der bisher größte Wert wurde 1961 mit 267 Kubikmetern pro Sekunde, der niedrigste Wert mit 101 Kubikmetern pro Sekunde im Jahre 1954 ermittelt. Drei Viertel des Wassers fließt in den Frühlings- und Sommermonaten ab. Im Juni fließen 20,9 % der gesamten Jahresmenge durch die Messstelle, im Dezember hingegen 2,0 %.